# 일장석

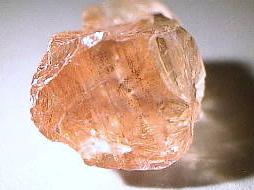

일장석(日長石, sunstone)은 장석류에 속하는 보석이다. 월장석과 짝을 이루는 이름이 붙었다.
맑은 투명 혹은 불투명 결정에 무지개색 반사를 동반한다. 결정 내부에 금속 불순물 결정을 포함한다. 결정은 주로 괴상으로 산출된다.
조성에는 침철석, 적철광, 구리 등이 포함되어 있으며 주산지는 인도, 캐나다, 오리건, 노르웨이, 일본 등지이다.